# Union Pacific Challenger
La Union Pacific 3985 o UP 3985 es una locomotora de vapor articulada de cuatro cilindros tipo Challenger 4-6-6-4 propiedad del Union Pacific Railroad. La locomotora UP 3985 fue construida en 1943 por la American Locomotive Company de Schenectady, Nueva York. Fue la locomotora de vapor más grande del mundo en servicio hasta principios de mayo de 2019 cuando la restauración de la Big Boy 4014 fue completada y puesto en servicio, quitándole el título a esta locomotora.

## Diseño
Diseñada por el ingeniero mecánico en jefe del UP Otto Jabelmann en 1941, la UP 3985 fue parte de un segundo pedido de la segunda versión de la Challenger. El diseño se basó en la reciente experiencia con las enormes locomotoras  4-8-8-4 Big Boy, y dio lugar a una locomotora con un peso en orden de marcha de 290 Tm acompañada de un ténder de 160 toneladas métricas. La locomotora Challenger tenía una fuerza de tracción de 44.197 kgf. El propósito inicial de la clase Challenger era operar trenes de carga a alta velocidad al este y al oeste de las pendientes de Wasatch en Utah y al oeste de Wyoming.  El Wasatch en sí mismo había sido conquistado por las Big Boys sin ayuda de locomotoras auxiliares. Las Challengers y las Big Boys llegaron a escena en el momento justo en el que el tráfico se incrementaba en vísperas de la entrada de los EE. UU. en la Segunda Guerra Mundial.

## Servicio y restauración
La UP 3985 operó su último tren de servicio «regular» hasta 1957. La locomotora fue retirada alrededor de 1962. Después de muchos años de estar guardada en Cheyenne, Wyoming, la UP 3985 fue colocada en exhibición en un lugar exterior al lado del depósito de Cheyenne en 1975. Un grupo de empleados del ferrocarril Union Pacific comenzaron a restaurar de forma voluntaria la locomotora en 1979, llevándola a su estado operacional en 1981. Originalmente quemaba carbón, pero para prevenir incendios de pastizales fue exitosamente convertida para funcionar con fuel en 1990. Estacionada en Cheyenne con otros equipos del patrimonio de la colección de la UP, se utiliza actualmente para los trenes de excursión y de vez en cuando para el transporte de mercancías en la línea principal.
Fue trasladada al taller de mantenimiento en Cheyenne en 2007 y sometida a reparaciones necesarias para el servicio en 2008. Es una de las únicas dos Union Pacific tipo 105 «Challenger» en existencia, la otra (UP 3977) se encuentra en exhibición estática en North Platte, Nebraska.
En noviembre de 2022 la Challenger N° 3985 fue trasladada de Cheyenne a Silvis, Illinois, junto a la 5511 y otras piezas históricas donadas por el Union Pacific, para su puesta en marcha en esos talleres de Little Silvis Shops.

### Fuente
- Esta obra contiene una traducción  derivada de «Union Pacific 3985» de Wikipedia en inglés, publicada por sus editores bajo la Licencia de documentación libre de GNU y la Licencia Creative Commons Atribución-CompartirIgual 4.0 Internacional.